# Vaux-sur-Morges
Vaux-sur-Morges je obec na jihozápadě Švýcarska, v okrese Morges v kantonu Vaud. Žije zde 184 obyvatel.

## Geografie
Vaux-sur-Morges leží v nadmořské výšce 504 m, vzdušnou čarou 3,5 km severozápadně od okresního města Morges. Obec se nachází na náhorní plošině nad údolím řeky Morges ve střední části kantonu Vaud, v panoramatické poloze asi 130 metrů nad hladinou Ženevského jezera.
Území obce o rozloze 2,1 km² zahrnuje část náhorní plošiny v povodí Morges. Jižní hranici tvoří meandrující tok řeky Morges v zalesněném údolí hlubokém asi 50 metrů. Na západě zasahuje území obce do údolní kotliny, kde se Curbit vlévá do Morges. Severní a východní část území se nachází na náhorní plošině, kde v Champ des Bois dosahuje nejvyšší bod Vaux-sur-Morges výšky 533 metrů nad mořem. V roce 1997 bylo 8 % rozlohy obce pokryto zastavěnou plochou, 13 % lesy a lesními porosty a 79 % zemědělstvím.
Vaux-sur-Morges se skládá z několika malých roztroušených osad a několika samostatných zemědělských podniků. Sousedními obcemi jsou Echichens, Vufflens-le-Château, Hautemorges a Clarmont.

## Historie
Pozůstatky římského vodovodu svědčí o raném osídlení území obce. Od středověku patřilo Vaux-sur-Morges k panství Montricher, později se stalo součástí panství Monnaz. Po dobytí Vaudu Bernem v roce 1536 přešla obec pod správu panství Morges. Po pádu Staré konfederace patřila obec v letech 1798–1803 v období helvétského soustátí ke kantonu Léman, který byl poté po vstupu v platnost Ústavy o zprostředkování sloučen s kantonem Vaud. V roce 1798 byla obec přiřazena k okresu Morges.

## Obyvatelstvo
| Rok            | 1850 | 1900 | 1910 | 1930 | 1950 | 1960 | 1970 | 1980 | 1990 | 2000 |
| Počet obyvatel | 97   | 129  | 114  | 124  | 120  | 110  | 93   | 85   | 95   | 158  |

Z celkového počtu obyvatel je 88,0 % francouzsky mluvících, 7,0 % anglicky mluvících a 3,2 % německy mluvících (stav v roce 2000). V roce 1900 žilo ve Vaux-sur-Morges celkem 129 obyvatel. Poté, co počet obyvatel do roku 1980 klesl na 85, došlo v posledních 20 letech k výraznému nárůstu počtu obyvatel, kdy se počet obyvatel zdvojnásobil.

## Hospodářství
Až do druhé poloviny 20. století byla obec Vaux-sur-Morges převážně zemědělskou obcí. I dnes hraje zemědělství a vinařství důležitou roli v obživě obyvatel. Na levém břehu údolí Morges, které je exponované k jihu, se nachází několik malých vinic. Další pracovní příležitosti jsou k dispozici v místních malých podnicích a v sektoru služeb. V posledních letech se obec rozvinula v rezidenční obec. Mnoho pracujících proto dojíždí za prací především do Morges a Lausanne. Podle statistik Spolkové daňové správy mělo Vaux-sur-Morges v roce 2020 nejvyšší průměrný zdanitelný příjem na obyvatele ve Švýcarsku, a to 218 168 švýcarských franků.

## Doprava
Přestože se obec nachází mimo hlavní dopravní tepny, má dobré dopravní spojení. Leží na kantonální silnici z Morges do Clarmont. Dálniční křižovatka Morges-Ouest na dálnici A1 (Ženeva–Lausanne), která byla otevřena v roce 1964, je od obce vzdálena asi 4 km. Vaux-sur-Morges je napojeno na síť veřejné dopravy prostřednictvím linky Postbusu, která jezdí z Morges do Apples.